# Cydosia imitella
Cydosia imitella är en fjärilsart som beskrevs av Richard Harper Stretch 1873. Cydosia imitella ingår i släktet Cydosia och familjen nattflyn. Inga underarter finns listade i Catalogue of Life.